# S/2023 U 1
S/2023 U 1 — самый маленький из известных естественных спутников Урана диаметром около 8-12 км. Был открыт 4 ноября 2023 года Скоттом Шеппардом с помощью 6,5-метрового Магелланова телескопа в Обсерватории Лас-Кампанас в Чили, об открытии было объявлено 23 февраля 2024 года Вращается вокруг Урана в обратном направлении на среднем расстоянии около 8 млн км, орбитальный период составляет почти 2 земных года.

## Открытие
Спутник S/2023 U 1 был открыт 4 ноября 2023 года Скоттом Шеппардом во время поиска нерегулярных спутников Урана с помощью 6,5-метрового Магелланова телескопа. Шеппард смог обнаружить спутник с помощью метода спекл-интерферометрии, при котором он использовал множество изображений с телескопа с длинной экспозицией, выровнял и сместил их в направлении движения Урана, а затем сложил их вместе, чтобы создать одно изображение, на котором спутники Урана будут видны как точки света на фоне звезд и галактик. Применение данного метода на телескопах с очень большой апертурой позволило Шеппарду исследовать более удалённые спутники, чем предыдущие исследования Урана.
Для планирования последующих наблюдений S/2023 U 1 Шеппард в сотрудничестве с Мариной Брозович и Робертом Якобсоном рассчитал прогнозы орбиты и положения луны на другие даты. Шеппард наблюдал S/2023 U 1 с помощью Магелланова телескопа 6 и 13 декабря 2023 года. Открытие S/2023 U 1 было подтверждено и объявлено Центром малых планет 23 февраля 2024 года, в результате чего число известных лун Урана увеличилось с 27 до 28. Это первая луна Урана, открытая за более чем 20 лет с момента открытия Маргарет в 2003 году.

## Орбита
S/2023 U 1 — нерегулярный спутник Урана, поскольку имеет удалённую и сильно эллиптическую орбиту с наклоном. Вращается в направлении, противоположном направлению вращения Урана вокруг Солнца (ретроградная орбита). Нерегулярные спутники слабо связаны с гравитацией Урана из-за их большого расстояния от планеты, поэтому их орбиты подвержены влиянию гравитации Солнца и других планет. Это приводит к значительным изменениям орбит нерегулярных спутников за короткие периоды времени, поэтому простая кеплеровская эллиптическая орбита не может точно описать долгосрочное движение по орбите таких спутников. Вместо этого для более точного описания долгосрочных орбит нерегулярных спутников используются собственные или средние орбитальные элементы, которые рассчитываются путем усреднения возмущенной орбиты за длительный период времени.
Средние элементы орбиты S/2023 U 1 пока не вычислены. Тем не менее, для аппроксимации орбиты S/2023 U 1 можно использовать оскулирующую (мгновенную) кеплеровскую эллиптическую орбиту. Для контрольной эпохи 31 марта 2024 года S/2023 U 1 находится в 8 млн км от Урана и совершает один оборот за 1,9 земного года. Спутник имеет орбитальный эксцентриситет 0,19 и наклонение 142° по отношению к эклиптике.